# Wacholder und Brücklein
Das Gebiet Wacholder und Brücklein ist ein am 20. Juni 1956 vom Landratsamt Buchen durch Verordnung ausgewiesenes Landschaftsschutzgebiet auf dem Gebiet der Gemeinde Hardheim im Neckar-Odenwald-Kreis.

## Lage und Beschreibung
Das heute noch etwa 22,5 Hektar große Landschaftsschutzgebiet liegt im Erfatal zwischen Hardheim und Bretzingen. Es umfasst die Flächen in der Talsohle rechts der Erfa mit den Gewannen Herrenau und Lache. Ein zweites Teilgebiet liegt im Grundtal, einem Seitental des Erfatals, es umfasst die Hohlwiesen zwischen Wanzenrain und Hohlwiesen-Weinberg. Das Gebiet gehört zum Naturraum Bauland.
Das Gebiet ist im Wesentlichen durch die Äcker und Wiesen in der Talsohle sowie die Gewässerläufe von Grund und Erfa geprägt.

## Geschichte
Das Landschaftsschutzgebiet umfasste ursprünglich auch den süd- und westexponierten Talhang zwischen Grund und Erfa, der heute als Naturschutzgebiet Wacholderheide Wurmberg und Brücklein ausgewiesen ist. Daher liegen die namensgebenden Gewanne heute außerhalb des Landschaftsschutzgebiets.

## Zusammenhängende Schutzgebiete
Im Westen und Norden grenzt das Gebiet an das Naturschutzgebiet Wacholderheide Wurmberg und Brücklein. Es überschneidet sich teilweise mit dem FFH-Gebiet Odenwald und Bauland Hardheim.